# Lucilia caeruleiviridis
Lucilia caeruleiviridis är en tvåvingeart som beskrevs av Macquart 1855. Lucilia caeruleiviridis ingår i släktet Lucilia och familjen spyflugor.
Artens utbredningsområde är Kuba. Inga underarter finns listade i Catalogue of Life.